# Scottish Fire and Rescue Service
Der Scottish Fire and Rescue Service (SFRS; Gälisch: Seirbheis Smàlaidh agus Teasairginn na h-Alba) ist die nationale Berufsfeuerwehr in Schottland. Er wurde am 1. April 2013 durch das Zusammenlegen die vorhergegangenen acht regionalen Berufsfeuerwehren in Schottland gegründet. Dadurch wurde der SFRS mit über 7.500 Mitarbeitern, vor der London Fire Brigade, die größte Berufsfeuerwehr in Großbritannien.

## Geschichte
Vor 2013 gab es in Schottland acht verschiedene Berufsfeuerwehren, die für unterschiedliche Einsatzgebiete zuständig waren:
- Central Scotland Fire and Rescue Service
- Dumfries and Galloway Fire and Rescue Service
- Fife Fire and Rescue Service
- Grampian Fire and Rescue Service
- Highlands and Islands Fire and Rescue Service
- Lothian and Borders Fire and Rescue Service
- Strathclyde Fire and Rescue
- Tayside Fire and Rescue Service

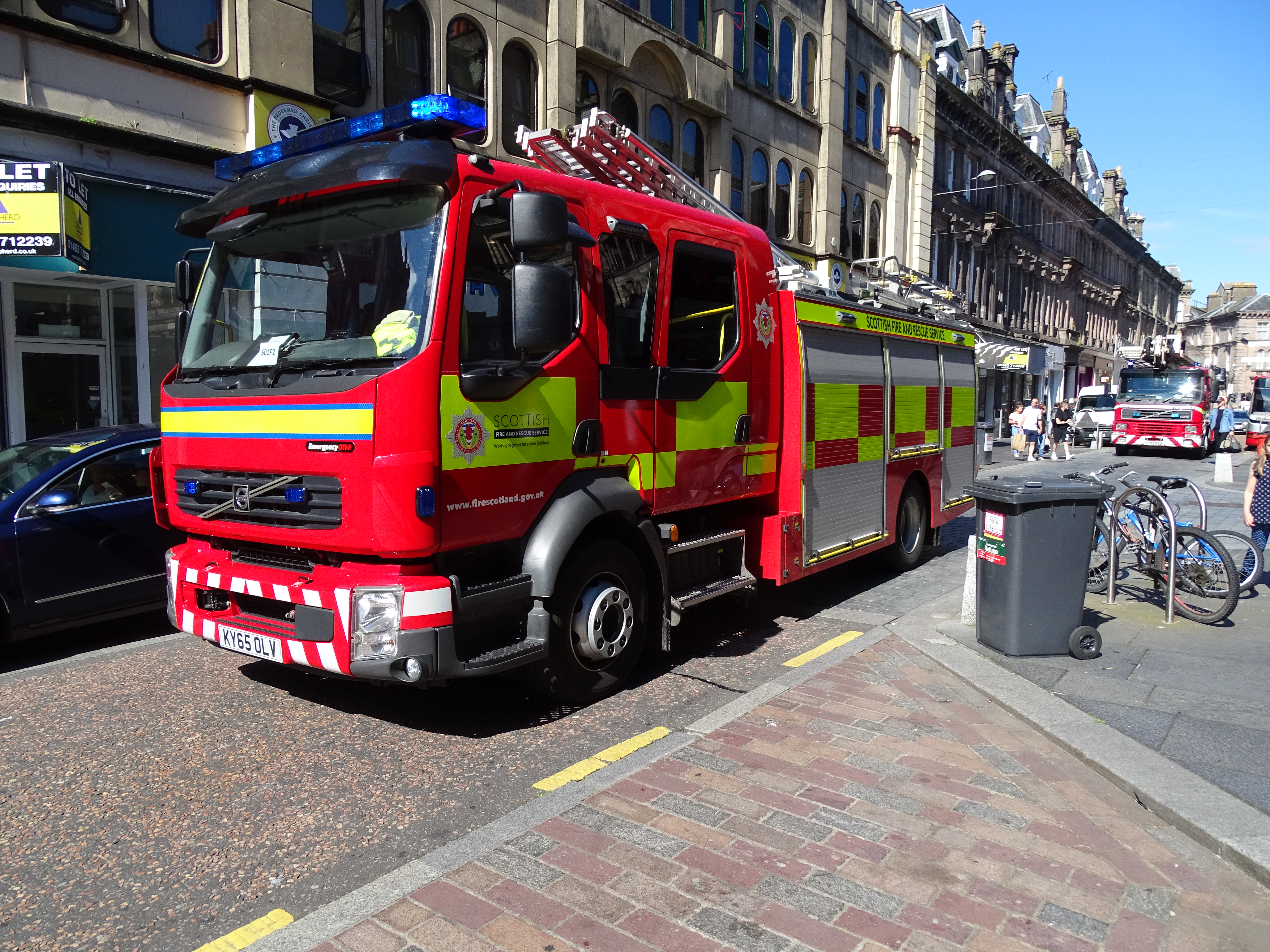
Löschfahrzeug des SFRS

2011 wurde durch die Schottische Regierung die Vereinigung der regional zuständigen Berufsfeuerwehren zu einer nationalen Berufsfeuerwehr angedacht. Gleichzeitig wurde auch die schottische Polizei zur Police Service of Scotland vereinigt. Hintergrund der Umgestaltung waren zum einen kalkulierte Einsparpotentiale von 130 Millionen Pfund Sterling pro Jahr, aber auch der Abbau von organisatorischen Überkapazitäten und die bessere Einsetzbarkeit von Spezialeinheiten in gesamt Schottland, die bisher durch regionale Zuständigkeiten erschwert wurden. Die geplante Änderungen wurden am 27. Juni 2012 durch das Schottische Parlament mit dem Police and Fire Reform (Scotland) Act 2012 beschlossen und traten zum 1. April 2013 in Kraft.
Nachdem auch die Anzahl der zuständigen Leitstellen von acht auf drei reduziert worden war, kam es vor allem in der Anfangszeit nach der Zusammenlegung zu kleineren Problemen. Eine erste offizielle Bewertung Ende 2013 kam zu dem Schluss, dass die Zusammenlegung der einzelnen Berufsfeuerwehren keine negativen Auswirkungen auf die Reaktionsfähigkeit der Einsatzkräfte hatte.
In einer Untersuchung von 2019 wurde die verbesserte Organisation und die gleichmäßigere Zugänglichkeit zu Spezialkräften innerhalb Schottlands hervorgehoben, aber auch betont, dass weitere Umstrukturierungsmaßnahmen erforderlich seien und die geplanten Konstenreduzierungen nicht in der geplanten Höhe realisiert werden konnten.
Nachdem 2023 weitere Einsparmaßnahmen beschlossen wurden, sah sich der SFRS zu weiteren Umstrukturierungen gezwungen. Insbesondere die Verteilung der 356 Standorte wurde hierbei auf den Prüfstand gestellt, da diese teilweise nicht mehr den Anforderungen entsprachen.

## Aufgaben

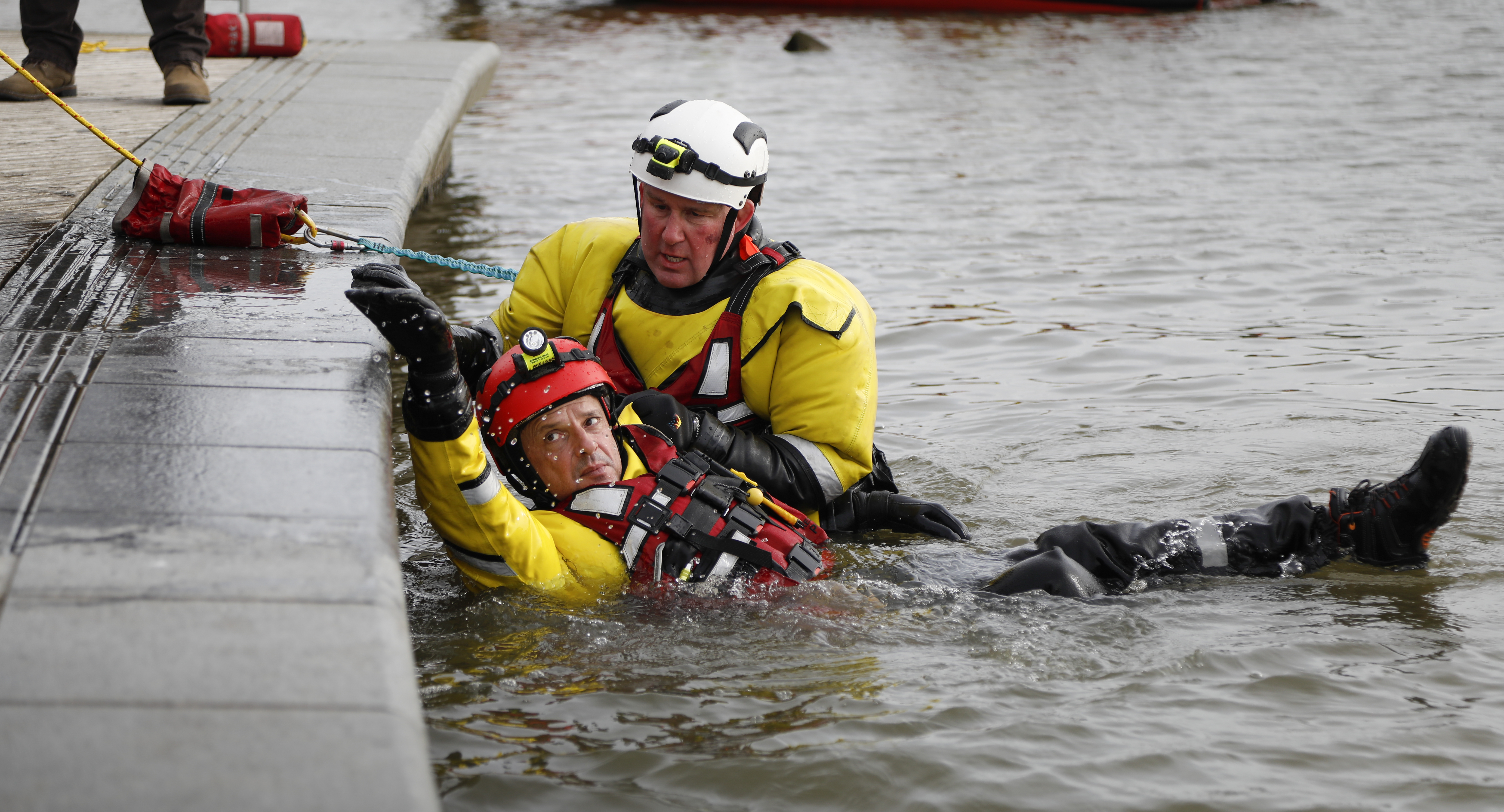
Wasserrettungseinheit des SFRS

Insgesamt wurden durch den Scottish Fire and Rescue Service im Jahr 2022 über 98.000 Einsätze bewältigt. Darunter fielen 26.825 Einsätze im Bereich Brandbekämpfung, 55.076 Fehlalarme und 16.783 sonstige Einsätze. Das Einsatzgebiet umfasst das gesamte schottische Festland mit den dazugehörigen Inseln, sowie die Western Isles, Orkney und die Shetlandinseln.
Neben den eigentlich Aufgaben im Bereich der Brandbekämpfung erfüllt der SFRS noch vielfältige weitere Aufgaben im Bereich der Gefahrenabwehr. So kommen Einheiten des SFRS bei Gefahrgutunfällen zum Einsatz und es gibt Spezialkräfte im Bereich der Wasser- und Bergrettung, sowie der Urban Search and Rescue (USAR). Des Weiteren gehört die Technische Hilfeleistung zum Aufgabenspektrum der Behörde.
| Zeitraum            | 1990   | 1995   | 2000   | 2005   | 2010   | 2013   | 2015   | 2020   | 2022   |
| ------------------- | ------ | ------ | ------ | ------ | ------ | ------ | ------ | ------ | ------ |
| Brandbekämpfung     | 49.667 | 65.841 | 56.070 | 48.375 | 38.935 | 27.989 | 26.628 | 25.160 | 26.825 |
| Fehlalarme          | 40.600 | 50.942 | 52.140 | 53.207 | 49.851 | 47.195 | 48.846 | 46.831 | 55.076 |
| Sonstige Einsätze 1 | -      | -      | -      | -      | 11.334 | 9.166  | 12.839 | 12.699 | 16.783 |

## Organisation
Das nationale Hauptquartier des Scottish Fire and Rescue Service befindet sich in der etwa zehn Kilometer vom Glasgower Stadtzentrum entfernten Vorstadt Cambuslang. Dort wurde auch das nationale Ausbildungszentrum Scottish Fire and Rescue Service National Training Centre eingerichtet.

### Leitung des SFRS
Die Leitung des Scottish Fire Rescue Service obliegt dem Chief Officer. Dessen Arbeit und die Leistungsfähigkeit und Effizienz des SFRS wird vom His Majesty's Fire Service Inspectorate (HMFSI) überwacht.
Seit der Gründung 2013 gab es bisher drei Chief Officer:
- 2013–2019: Alasdair Hay[15]
- 2019–2022: Martin Blunden[16]
- Seit 2022: Ross Haggart[17]

### Mitarbeiter und Feuerwachen
Zusammen mit dem Hauptquartier verfügt die schottische Feuerwehr über 357 Standorte. Mit über 7.000 Mitarbeitern ist der SFRS die größte Berufsfeuerwehr in Großbritannien. Die einzelnen Feuerwachen werden mit unterschiedlichen Mitarbeiterkonstellationen besetzt, um an die örtlichen Gegebenheiten angepasst zu sein:
- Wholetime (WT): Die Feuerwache ist ganzjährig und rund um die Uhr mit Berufsfeuerwehrleuten besetzt.[18]
- Wholetime and Retained Duty System (WT/RDS): Die Feuerwache ist ganzjährig und rund um die Uhr mit Berufsfeuerwehrleuten besetzt. Zusätzlich werden hier Feuerwehrleute (retained firefighter) als Reserve eingesetzt, die zusätzlich im Einsatzfall alarmiert und dafür bezahlt werden.[19]
- Wholetime and Day-Crewed (WT/DC): Die Feuerwache ist ganzjährig und rund um die Uhr mit Berufsfeuerwehrleuten besetzt. Weitere Feuerwehrleute verstärken während des Tages die Einsatzkräfte (Day-Crew). In der Nacht werden diese, falls sie benötigt werden, aus ihrer Freizeit alarmiert.
- Retained Duty System (RDS): Die Feuerwache ist nicht fest besetzt. Die meist als Teilzeitkräfte angestellten Einsatzkräfte werden erst im Einsatzfall zum Feuerwehrhaus alarmiert. Hierbei handelt es sich meist um Feuerwachen im ländlichen Raum.
- Volunteer (VOL): Bei der Feuerwache handelt es sich um eine Freiwillige Feuerwehr.
- Community Response Unit (CRU): Hierbei handelt es sich um kleine Freiwillige Feuerwehren mit wenig Ausrüstung. Der eigentliche Brandschutz wird durch umliegende Feuerwachen sichergestellt. Alarmiert werden eine CRU hauptsächlich bei Verkehrsunfällen und Vegetationsbränden in ihrem Einsatzgebiet.

|             | Wholetime | Wholetime and Retained Duty System | Wholetime and Day-Crewed | Retained Duty System | Volunteer | Community Response Unit | Gesamt   |
| ----------- | --------- | ---------------------------------- | ------------------------ | -------------------- | --------- | ----------------------- | -------- |
| Feuerwachen | 50        | 23                                 | 1                        | 240                  | 43 2      | 9                       | 357 (+9) |

### Organisation der Zuständigkeitsbereiche
Um möglichst optimal auf die lokalen Eigenheiten des Einsatzgebietes reagieren zu können und um Entscheidungswege kurz zu halten, wurde Schottland in drei Hauptbezirke (sogenannte Service Delivery Areas) eingeteilt. Basis für die Arbeit in den Service Delivery Areas bilden die Local Enforcement Delivery Plans (LEDP). In diesen Plänen werden lokale Gegebenheiten und Risiken bewertet und die entsprechenden organisatorischen Maßnahmen des SFRS, ähnlich eines Brandschutzbedarfsplans, festgehalten.

#### Northern Service Delivery Area
Die Northern Service Delivery Area setzt sich aus den ehemaligen Berufsfeuerwehren des Grampian Fire and Rescue Service (GFRS), Highlands & Islands Fire and Rescue Service (H&IFRS) und des Tayside Fire and Rescue Service (TFRS) zusammen. In diesem Gebiet befinden sich 164 Feuerwachen und das Hauptquartier des Bezirkes ist die Dyce fire station in der nordwestlich von Aberdeen gelegenen Ortschaft Dyce.
Die Northern Service Delivery Area wurde aus operativen Gründen in verschiedene Unterbezirke (sogenannte Local Service Areas) eingeteilt, die sich an den schottischen Council Areas orientieren:
- Aberdeen City, Aberdeenshire & Moray
- Highland
- Perth and Kinross, Angus & Dundee
- Western Isles, Orkney & Shetland

#### West Service Delivery Area
Die East Service Delivery Area setzt sich aus den ehemaligen Berufsfeuerwehren des Dumfries & Galloway Fire and Rescue Service (D&GFRS) und des Strathclyde Fire & Rescue (SFR) zusammen. In diesem Gebiet befinden sich 127 Feuerwachen und das Hauptquartier des Bezirkes ist die Hamilton Fire Station in Glasgow.
Die West Service Delivery Area wurde aus operativen Gründen in verschiedene Unterbezirke (sogenannte Local Service Areas) eingeteilt, die sich an den schottischen Council Areas orientieren:
- City of Glasgow
- Dumfries and Galloway
- North Ayrshire, East Ayrshire & South Ayrshire
- East Dunbartonshire & West Dunbartonshire
- East Renfrewshire, Renfrewshire & Inverclyde
- Lanarkshire (North Lanarkshire & South Lanarkshire)

#### East Service Delivery Area
Die East Service Delivery Area setzt sich aus den ehemaligen Berufsfeuerwehren des Central Scotland Fire & Rescue Service (CSFRS), Fife Fire & Rescue Service (FFRS) und des Lothian & Borders Fire & Rescue Service (L&BFRS) zusammen. In diesem Gebiet befinden sich 65 Feuerwachen und das Hauptquartier des Bezirkes ist im westlich von Edinburgh gelegenen  Vorort Newbridge angesiedelt.
Die East Service Delivery Area wurde aus operativen Gründen in verschiedene Unterbezirke (sogenannte Local Service Areas) eingeteilt, die sich an den schottischen Council Areas orientieren:
- City of Edinburgh
- Falkirk & West Lothian
- Midlothian, East Lothian & Scottish Borders
- Clackmannanshire, Fife & Stirling